# إيفانجيليون: 1.0 أنت (لست) وحيدا
إيفانجيليون: 1.0 أنت (لست) وحيدا (بالإنجليزية: Evangelion: 1.0 You Are (Not) Alone.)‏ أو إيفانجيليون: الفيلم الجديد: المقدمة (ヱヴァンゲリヲン新劇場版: 序 Evangerion Shin Gekijōban: Jo) هو فيلم أنمي ياباني في 2007 من تأليف وإخراج عام هيدياكي أنّو. الفيلم هو الأول من الأربعة أفلام المصدرة في رباعية أفلام إعادة بناء إيفانجيليون المبنية على قصة مسلسل الأنمي الأصلي نيون جينيسيس إيفانجيليون. الفيلم من إنتاج وتوزيع مشترك استوديو كارا بشراكة غايناكس. هيدياكي أنّو ألف الفيلم الأول والمخرج والمدير العام للمشروع بأكمله. قدم يوشيوكي ساداموتو تصميم الشخصيات للفيلم، بينما قام إكتو ياماشتا بتصميم الآلات. قام كل من شينجي هيغوتشي وتوموكي كيودا بكتابة لوحة القصة.
يركز الفيلم على الشاب المراهق شينجي إيكاري الذي طُلب منه قيادة ميكا معروفة باسم «إيفانجيليون الوحدة-01» لحماية العالم من الكائنات الغامضة المعروفة باسم الملائكة. الحبكة بشكل كبير هي تحويل مماثل الحلقات الست الأولى من الأنمي الأصلي. في حين أن بعض المشاهد والأحداث عبارة عن استبدالات للمسلسل الأصلي، فهنالك أيضاً مشاهد جديدة أو محذوفة وتقنية إنشاء الصور المتحركة بالحاسوب ثلاثية الأبعاد المتوفرة حديثاً. تلقى الفيلم آراء إيجابية من المعجبين، مع تسمية هيدياكي أنّو بنفسه للفيلم بأنه «إعادة صنع صحيحة للمسلسل الأصلي». صُنِّف الفيلم كرابع أعلى فيلم أنمي في إيراداته في مكتب الصندوق الياباني خلال 2007، حاصلاً على مجموع بليوني ين

## الحبكة
أُرسِل إلى شينجي إيكاري من قبل والده المنفصل عنه، غيندو، القائد الأعلى في نيرف. بينما شينجي يتجول في مدينة طوكيو-3، التي أُخليت بعد إعلان طوارئ، تورط وسط تبادل النيران بين قوات الأمم المتحدة والملاك الرابع. المقدم ميساتو كاتسراغي أنقذت شينجي وأوصلته إلى الجيوفرونت ومقر نيرف. ضغط غيندو بعد ذلك على شينجي حتى يقود إيفانجيليون الوحدة-01 ضد الملاك، حيث أن قائدة الإيفانجيليون الأخرى، ريه أيانامي، مصابة بشكل كبير لتقودها. رفض شينجي في البداية بسبب الخوف، لكنه بعد رؤية ريه مغطاة بالضمادات ومحمولة على نقالة، وافق على القيادة بتردد.
قاد شينجي الإيفا وانتصر في القتال بعد هيجان الوحدة-01 وتدميرها للملاك. بعد القتال، أُخِذ شينجي من قبل ميساتو كرفيقها الجديد في المنزل وسجل في مدرسة إعدادية محلية. حاول شينجي الاستقرار بحياته الجديدة مع ميساتو، ريه، والآخرين بينما يتلقى التدريبات لحماية طوكيو-3 والعالم من الملائكة القادمين.
بعد وقت قصير، وصل الملاك الخامس. توجي سوزوهارا وكنسكي أيدا، اثنان من زملاء شينجي، تسللا خارج مأوى الطوارئ لرؤية الحدث. دخل شينجي المعركة، ورمى الملاك الإيفا على سفح الجبل، حيث كادت تسحق توجي وكنسكي. أمرت ميساتو الاثنين بالاحتماء داخل قمرة قيادة الوحدة-01 قبل أن تأمر شينجي بالانسحاب، لكنه عصى أوامرها ودمر الملاك الخامس بسكين الإيفا المسلحة. وبخت ميساتو شينجي لاحقاً لعصيانه أوامرها.
بعد فترة ليست بطويلة، ظهر الملاك السادس وحاول الحفر نحو الجيوفرونت. أُمر شينجي بمواجهته، لكن الملاك أطلق شعاع جسيمات على الإيفا. مصيباً شينجي بشكل خطير. استيقظ شينجي من غيبوبته في وقت لاحق مع خوفه الشديد من قيادة الإيفا مجدداً. ملاحظة ذلك، أخبرته ريه بأنها ستحل محله وتمضي وحدها للمعركة.
لتحفيز شينجي اليائس، أخذته ميساتو إلى أعمق مستويات مقر نيرف وأظهرت له كائناً أبيض عملاق مصلوباً على قيد ضخم شبيه بالصليب: الملاك الثاني، ليليث. وضحت ميساتو بعد ذلك أن الوصول لذلك المكان هو هدف الملائكة وأن أي اتصال بينهم وبين ليليث سيؤدي لحدوث الاصطدام الثالث ونهاية كل أنواع الحياة على الأرض.
مع هذه المعلومات والتشجيع من صديقيه الجديدين من المدرسة، وافق شينجي على الوحدة-01 إلى جانب ريه، التي تقود الوحدة-00 ضد الملاك. استطاع شينجي تدمير الملاك بقنصه مستعملاً سلاحاً بوزيترونياً اختبارياً، الذي تطلب كامل إنتاج الطاقة الكهربائية في اليابان ليعمل. كادت ريه تُقتَل وهي تحمي شينجي من هجوم الملاك المعاكس، لكنه استطاع إنقاذها بغمس الوحدة-00 المتضررة في الماء لتبريدها وإخراج قمرة قيادة الإيفا مستعملاً سكين الإيفا. بكى شينجي خوفاً لأنه كاد يفقدها، وريه، الباردة والخالية من المشاعر في العادة، شاركته بابتسامة في النهاية.
على سطح القمر، استيقظ كاورو ناغيسا من واحدة من تسع حاويات شبيهة بالنعوش مصفوفة على السطح. في حفرة أمامه، محاطة بمعدات بناء وسقالات، يوجد عملاق مجهول، يرتدي قناعاً بنفسجياً بسبع أعين ومغطً بضمادات بيضاء. ظهر منليث أسود أمام كاورو، من خلاله بدأ هو وسيلي 01 محادثة قصيرة ومبهمة. ناظراً نحو الأرض، قال كاورو بأن «الثالث» لم يتغير على الإطلاق وأنه يتطلع للقاء شينجي.

## الإنتاج
في سبتمبر 2006، إصدار أكتوبر لمجلة الأنمي اليابانية نيوتايب، أُعلن أن الفيلم الأول من سلسلة إعادة بناء إيفانجيليون سيصدر في صيف 2007 مع مدة عرض متوقعة بتسعين دقيقة. خلال مرحلة ما قبل الإنتاج، صرح توشيميتشي أوتسكي أن المخرج هيدياكي أنّو أعاد مشاهدة المسلسل التلفزيوني الأصلي بالكامل ظهراً لظهر. اتضح أن نجاح السلسلة سبب سوء فهم وتشويشاً بين المعجبين وأن الأفلام الجديدة ستمحو أي شك. في إصدار ديسمبر 2006 من نيوتايب، كشف أنّو عن سعادته لإعادة تكوينه أخيراً إيفا «كما أرادها أن تكون» في البداية وأنه ليس مقيداً بقيود التقنية والتمويل بعد الآن.
في نوفمبر 2006، كُشف أن معظم العاملين في المسلسل التلفزيوني الأصلي عادوا للعمل على الفيلم، إلى جانب كامل طاقم التمثيل الصوتي الياباني من المسلسل الأصلي. ذروة الفيلم، عملية ياشيما، ابتُكرت وفقاً لفكرة أنّو الأصلية للمشهد، بالتعاون مع رسام لوحة القصة المعروف شينجي هيغوتشي

## الموسيقى

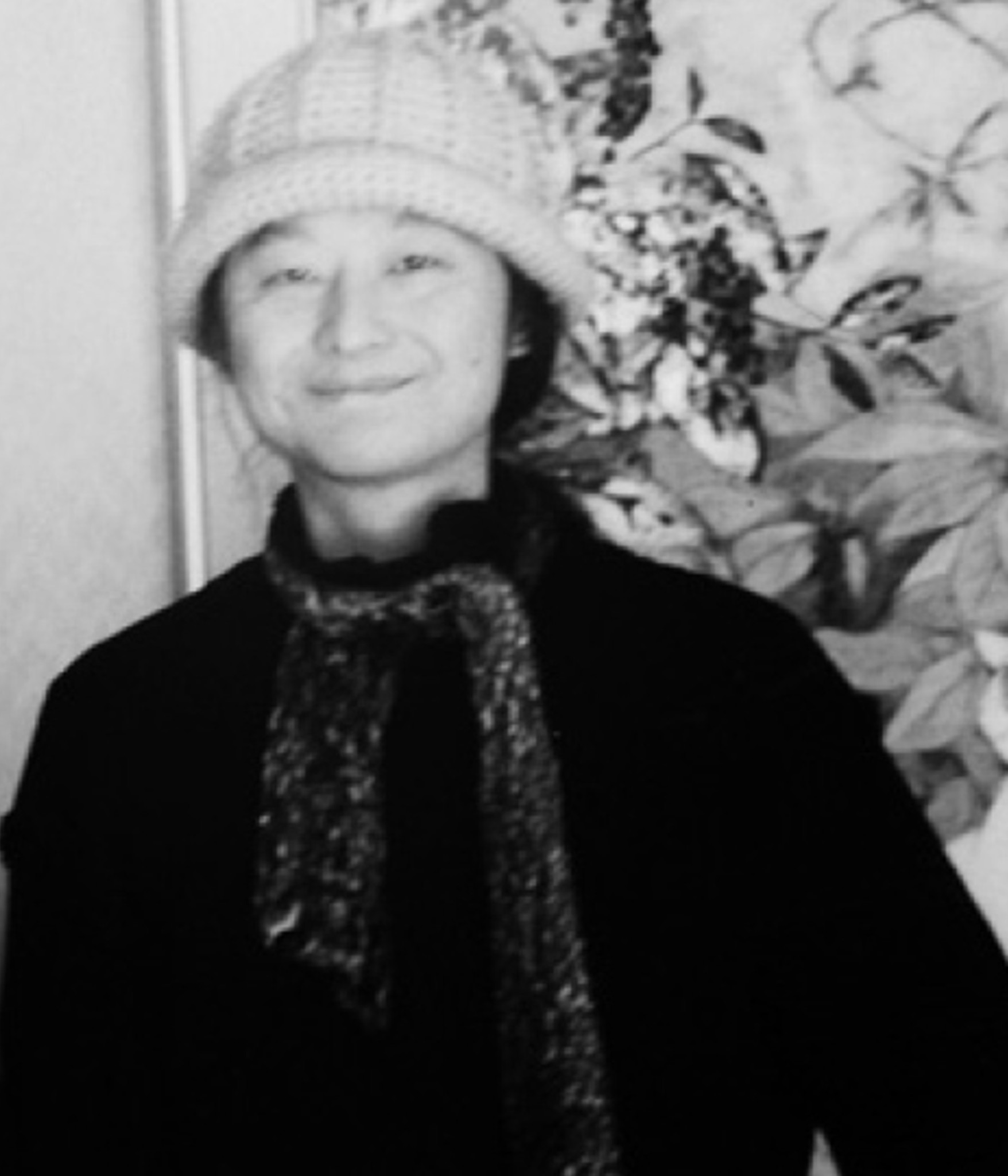
شيرو ساغيسو, أحد أساسيات إيفانجيليون: 1.0 أنت (لست) وحيدا, ألّف ونسق الموسيقى الكاملة للفيلم.

في منتصف 2007، اختيرت هيكارو أوتادا لتقديم أغنية شارة النهاية للفيلم. «عالم جميل» اختيرت من أغنيتها المنفردة عالم جميل/قبلة وبكاء. قدمت أيضاً ريمكس مكرراً من شارة نهاية المسلسل الأصلية «طر بي نحو القمر»، باسم «طر بي نحو القمر (بعبارة أخرى) -2007 مكس-»، من النسخة التي أصدرتها في 2000 في أغنيتها المنفردة، انتظر وانظر ~خطر~. استُعملت كموسيقى تصويرية للفيلم القصير المسرحي الأول الكامل وتُلُقيت بشكل جيد من قبل المعجبين، بمبيعات تقارب 881,000 نسخة معززة مبيعات أوتادا الخاصة.
الموسيقى الكاملة للفيلم، من تأليف وتنسيق شيرو ساغيسو، سُجلت في أبّي رود ستوديوز مع أداءات للندن استوديو أوركسترا. ألبوم يحتوي مختارات كاملة المسار من موسيقى الفيلم، بدون أي تعديل لملاءمتها في الفيلم بعنوان شيرو ساغيسو موسيقى من إيفانجيليون: 1.0 أنت (لست) وحيدا، أُصدر في 26 سبتمبر 2007. إيفانجيليون: 1.0 أنت (لست) وحيدا الموسيقى الأصلية، مع الموسيقى الكاملة و«عالم جميل» و«طر بي نحو القمر» لأوتادا، أصدرت في 25 مايو 2008. العديد من المسارات في ألبومي الموسيقى التصويرية هي نسخ معاد تنسيقها من أغاني من المسلسل الأصلي، مع «ملاك العذاب» بين التأليفات الجديدة، استُعملت في مقطع ترويجي وكذلك في قتال الفيلم الذروي مع الملاك السادس.

## الإصدار

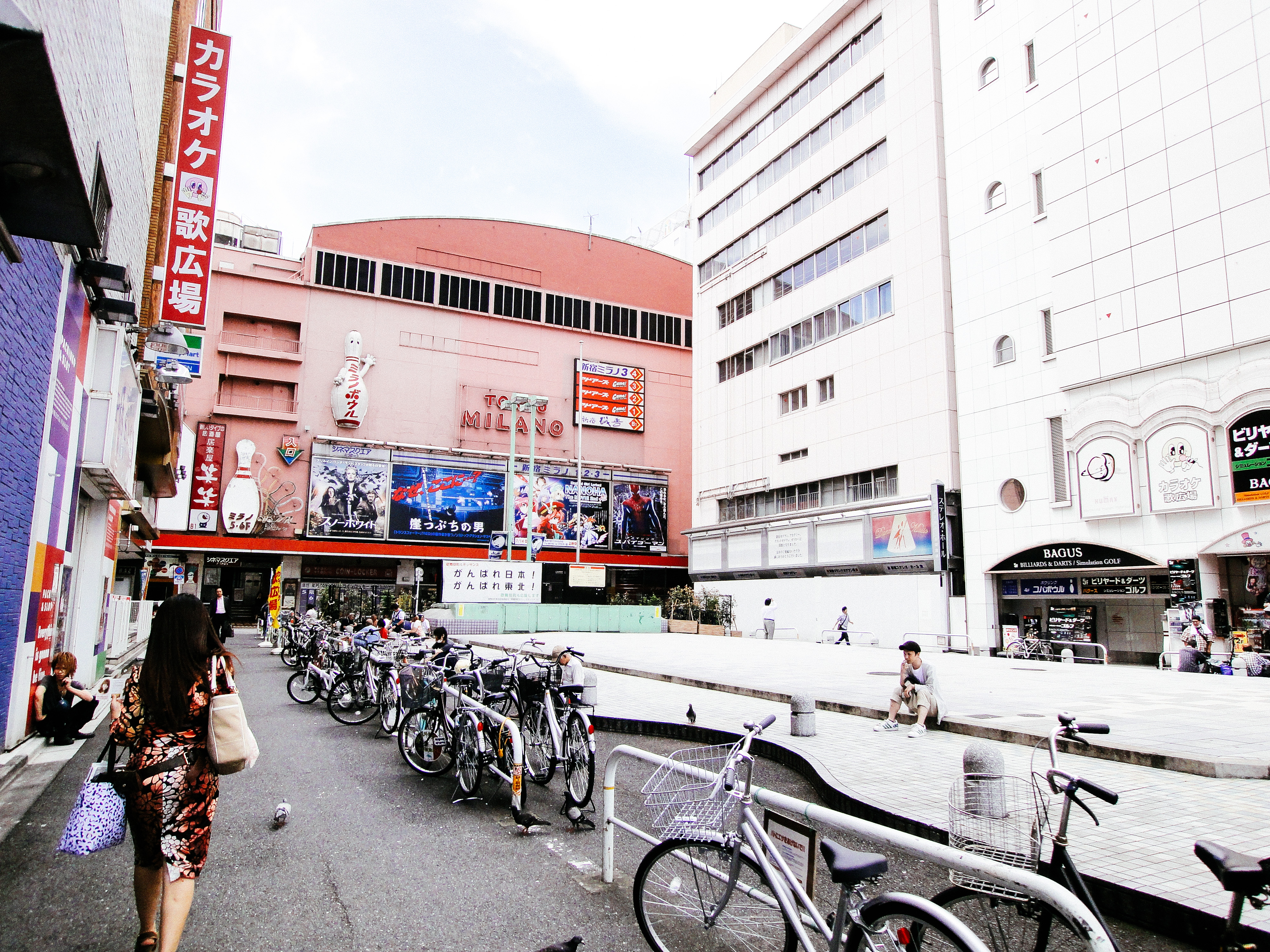
سينما طوكيو ميلانو زا في شينجوكو، طوكيو، في الخلفية.

في الأسابيع السابقة للإصدار المسرحي للفيلم، رُوِّج للفيلم بواسطة حملات ترويج لأسواق مبيعات وسائط متعددة، من بينها الطبعة اليابانية من رولينغ ستون وبيتزا هت. كان من المخطط أن يكون العرض الأول للفيلم في شينجوكو في مسرح سينما سكوير توكيو، لكنه تغير إلى مسرح ميلانو 1 لاستيعاب الحشود المتزايدة. أثناء عرض الفيلم المسرحي الأول في 1 سبتمبر 2007، نقلت تغذية أخبار قناة بانداي الرسمية للفيلم تصفيقات كبيرة وهتافات من المعجبين. عُرض الفيلم على 84 شاشة وفي المركز الأول في شباك التذاكر الياباني في أسبوعه الافتتاحي، مع 236,158 منفقين 280 مليون ين (ما يقارب $2.8 مليون) هبط الفيلم للمركز الثاني في أسبوعه الثاني وذُكر لاحقاً أنه قد شوهد بما يقارب مليون شخص أسابيعه الأربعة الأولى بعد الافتتاح.
صار الفيلم أعلى أفلام غايناكس نجاحاً، مربحاً 1.468 بليون ين ($16,445,415 تقريباً)، متجاوزاً الرقم القياسي السابق للفيلم نهاية إيفانجيليون، الذي جنى 1.45 بليون ين أو $16,243,768، وإيفانجيليون: الموت والبعث الذي جنى 1.1 بليون ين أو $12,322,858. أعيد إصدار الفيلم في أبريل 2008 تحت العنوان "إيفانجيليون: 1.01 أنت (لست) وحيدا. في المسارح مع 266 تحسيناً إضافياً ليتزامن مع إصدار الدي في دي. صُنف الفيلم كرابع أعلى أفلام الأنمي إيراداً في شباك التذاكر الياباني في 2007، بربح يقارب بليوني ين ($18.7 مليون) أثناء عرضه المسرحي.
العرض الدولي الأول كان في 12 أكتوبر 2007 كفيلم الختام لمهرجان بوسان السينمائي الدولي 2007 باليابانية مترجماً للكورية والإنجليزية. أُصدر الفيلم دولياً من أوائل إلى أواخر 2008. أُصدر الفيلم في كوريا الجنوبية (24 يناير 2008)، ماليزيا (1 يوليو 2008)، سنغافورة (13 مارس 2008)، هونغ كونغ (3 أبريل 2008)، تايوان (18 أبريل 2008)، ألمانيا (أكتوبر 2008)، وإيطاليا بواسطة داينت (30 أكتوبر 2008). أُصدر الفيلم على الدي في دي في أستراليا من قبل رد آنت إنتربرايسز في 12 نوفمبر 2008، إلا أن الإصدار ليس متاحاً للبيع الآن حيث أن رد آنت إنتربرايسز دخلت الحراسة القضائية في يناير 2009. منذها، صارت الحقوق الأسترالية مُرخَّصة فرعياً لمادمان إنترتينمنت، التي لها علاقة خاصة مع فنيميشن وتملك حقوق المسلسلات التلفزيونية والأفلام من مانغا إنترتينمنت وأي دي في فيلمز. أُصدر الفيلم في فرنسا من قبل الموزع دايبكس في العرض خارج المنافسة في مهرجان آنسي الدولي لأفلام الرسوم المتحركة 2008. حصل الفيلم على عرضه الكندي الأول في مهرجان واترلو لسينما الرسوم المتحركة في نوفمبر 2008. أصدرت مادمان إنترتينمنت الفيلم في أستراليا في 30 نوفمبر 2009. رخصت مادمان بعدها فرعياً إيفانجيليون 1.11 من مانغا UK وقامت بالشيء نفسه مع إيفانجيليون 2.0.
عُرض الفيلم أيضاً في مهرجان سانتا باربارا السينمائي الدولي وكذلك في مهرجان م.ف.أ. دالاس السينمائي الدولي في مارس 2009.
في نوفمبر 2008، أصدرت فنيميشن إنترتينمنت التوقف والكف للمترجمين المعجبين لـإيفانجيليون 1.0 باسم تلفزيون اليابان، إلى جانب أنميات عديدة أخرى. في 31 ديسمبر 2008، أعلنت فنيميشن أنها حصلت على حقوق فيلم إعادة بناء إيفانجيليون الأول. في 32 مايو 2009، أُعلن ممثلو الأصوات للدبلجة الإنجليزية للفيلم في أنمي بوسطن، مع استعادة سبايك سبنسر وأليسون كيث لدورَي شينجي إيكاري وميساتو كاتسراغي على التوالي. حدد موقعهم على الويب 17 نوفمبر 2009 كتاريخ إصدار الفيلم، لكن في كندا أُصدر الفيلم في المسارح في 30 سبتمبر 2009 صُنِّف الفيلم PG-13 في الولايات المتحدة لمشاهد العنف وبعض العري. عُرض الفيلم أيضاً في ما لا يقل عن 77 مسرح سينمائي في أمريكا الشمالية، 60 منها في كندا، بدءاً بأنمي إكسبو في لوس أنجلوس، كاليفورنيا، في 2 يوليو 2009. في السينما الأمريكية الشمالية، تلقى الفيلم أكثر من $100,000. أصدرت فنيميشن إيفانجيليون 1.01 على الدي في دي في أمريكا الشمالية في 17 نوفمبر 2009، ولاحقاً أصدرت 1.11 على البلو-راي والدي في دي في 9 مارس 2010.
في أغسطس 2010، عُرض إيفانجيليون 1.01 لأول مرة في المسارح المكسيكية، وبذلك تصير أول مرة يُعرَض فيها فيلم أنمي غير تجاري في مسارح السينما عريضة الشاشة في مدن مكسيكو، غوادالاخارا ومونتيري، احتفالاً ب400 عام من العلاقات الدبلوماسية بين اليابان والمكسيك.

### الإعلام المحلي
«إيفانجيليون: 1.01 أنت (لست) وحيدا.: طبعة التصميم المحدود» ذو القرصين أُصدر على الدي في دي في اليابان في 25 أبريل 2008. احتوى الإصدار على 266 لقطة تلقت تحسينات طفيفة وضبط جيد لجودة الصورة، التعديل والصوت. احتوى القرص الأول على الفيلم والنص، بينما احتوى الثاني على فيديوهات الموسيقى، العروض المسبقة، وميزة «شرح إيفانجيليون»، التي أضافت تسميات وشروحات نصية للفيلم. إضافة لذلك، احتوت كل مجموعة دي في دي على شرائط فيلم لخمس إطارات محرَّكة من بكرات واقعية للفيلم (التي كانت في المقابل متاحة فقط في الكتاب الفني «إعادة بناء إيفانجيليون 1.0 المجموعة الكاملة»)، بعضها تلقى عروضاً في مزادات على الإنترنت فوق 29,000 ين أو فوق $200 (إطارات من المشهد المشهورة لابتسامة ريه في نهاية الفيلم بيعت ب152,000 ين أو ما يقارب $1,921) فقط 300,000 من مجموعات الدي في دي ذات الإصدار الخاص قد صُنعت. أُصدر الفيلم على الدي في دي بـ«النسخة العادية» في 21 مايو 2008.
إصدار الدي في دي رُوِّج له من قبل مطاعم يابانية عديدة، منها «مقهى الخادمات كيور» في أكيهابارا، الذي قدم خيارات قائمة إيفانجيليون عديدة مثل «شراب LCL»، «باستا ساكييل»، و«كوكتيل أسكا». سلسلة باسيلا من المطاعم اليابانية قدمت خيارات مثل «نخب عسل إيفا» و«رامن ميساتو بالكاري». في 29 أبريل، أقل من أسبوع بعد إصداره، بيعت أكثر من 219,000 نسخة من الفيلم، مما جعله الدي في دي الأكثر مبيعاً في النصف الأول من 2008 في اليابان. وأخيراً، صُنِّف إصدار «النسخة المحدودة» كرابع أفضل دي في دي مبيعاً في اليابان في الأشهر الستة الأولى من 2008، بمبيعات تقديرية ب263,395 نسخة في ذلك الوقت. أمازون اليابان صنف إصدار «نسخة المعدات» كأفضل دي في دي مبيعاً في اليابان في 2008.
إصدار قرص بلو راي ودي في دي جديد بعنوان إيفانجيليون: 1.11 أنت (لست) وحيدا. أُصدر في 27 مايو 2009. أُعطي الفيلم إعادة نقل لإصلاح بعض مشاكل الظلام في إصدار الدي في دي السابق وما يقارب 3 دقائق من مشاهد جديدة أُضيفت للخمس عشرة دقيقة الأولى من الفيلم الأصلي. صار الإصدار أفضل بلو-راي مبيعاً في اليابان حتى الآن، بما يقارب بيع 49,000 نسخة مع حلول أغسطس 2009.
أصدرت فنيميشن نسخة 1.01 على الدي في دي في 9 مارس 2010. لكن الذين طلبوا الفيلم مسبقاً استلموه مبكراً (أساساً من رايت ستاف وأنمينيشن). قرصا الدي في دي والبلو-راي لـ1.11 وصلا مع كتيب بعشرين صفحة مع رسوم للشخصيات ولقطات للإنتاج ومعلومات عن الطريقة التي صُنع بها الفيلم. قرص الدي في دي الأول يحتوي على الفيلم، بما القرص الثاني يحتوي على فيديو موسيقي لـ«ملاك العذاب»، عرض مسبق لـإيفانجيليون 2.0، مع العروض المسبقة من إصدار 1.0.
تم بث 1.0 على NTV في 3 يوليو 2009 (مع عرض مسبق معدل لـ2.0).
نسخة 1.11 من الفيلم تم بثها على مجموعة تونامي لأدولت سويم في 17 مارس 2013 كجزء من احتفال المجموعة بذكراها السنوية ال16. تم بث الفيلم بنمط TV-14-LSV.

### التسويق
أُصدر العديد من مجسمات للشخصيات لتتزامن مع الإصدارين المسرحي والدي في دي، منها ريه أيانامي، كاورو ناغيسا، وميساتو كاتسراغي. قدمت غايناكس الترخيص، بينما قامت كوتوبوكيّا بالتوزيع في اليابان. ريفولتيك أيضاً أصدرت مجسمات عديدة من أجل الفيلم بما فيها وحدات الإيفا والشخصيات. في ديسمبر 2008، أعلنت غايناكس عن إصدار ساعة المعصم كواد إليمنتس "EVA-W01" من تصميم سيكو إنسترومنتس، مصممة بصورة وحدات الإيفانجيليون من الفيلم، لفبراير 2009. في يناير 2009، أعلنت سالومون أيضاً عن إطلاق لوح إيفانجيليون للتزلج على الثلج ومجموعة «زي المعدات الملائمة للثلج نموذج 00» في اليابان في أوائل فبراير. شركة أبليّا أعلنت أنها ستنتج تطبيقات لآي فون وآي بود تاتش مقتبسة من سلسلة الأفلام، مستعملة أسلوب الفيلم البصري، الشخصيات، وسير القصة مع الاستفادة من وظائف شاشة اللمس، الكاميرا، التقويم، والساعة في الأجهزة.
في أبريل 2009، أعلنت نامكو بانداي جيمز عن لعبة أكشن-مغامرة مقتبسة من قصة الفيلم لتصدر على بلاي ستيشن بورتبل، بعنوان «إيفانجيليون: جو». تظهر اللعبة شينجي، ريه، ميساتو، أسكا، وكاورو وأُصدرت في 4 يونيو 2009 لتتزامن مع إصدار إيفانجيليون: 2.0 أنت (لا) تستطيع التقدم.
الكتاب الفني ذو ال328 صفحة من أجل 1.0، أساس إيفانجيليون 1.0، أُصدر في 28 مايو 2011 ب3,675 ين.

## الاستقبال
استُقبل الفيلم استقبالاً ناجحاً من قبل المعجبين والجمهور على حد سواء، مع إنشاء البعض لسطور خارج المسارح في اليوم الافتتاحي للفيلم. مستخدمو إيغا أعطوا الفيلم تقدير "A-"، بينما أعطى معجبو ياهو! موفيز اليابان الفيلم معدل «4 من 5 نجوم». موقع شبكة أخبار الأنمي أعطى الفيلم "B-" عموماً، مصرحاً بأنه مع امتلاك الفيلم «رسوماً رائعة، مشاهد قتال ممتازة، بعض التلميحات على تغييرات حماسية قادمة وظهور رهيب في النهاية،» صُرح بأنه «يشعر بخيبة الأمل والملل بعض الأحيان مع كون التعقيد العاطفي السابق للممثلين منبوذاً»؛ توم تونهات من مجلة ذا إسكيبست انتقده لكونه، دون «الرزم الجديدة اللامعة... نسخة منبوذة من المسلسل الأصلي»، «مقتطعاً العرض الخفي وتطور الشخصيات». ميغيل كونسيبسيون، كاتباً لـإكزامينر، مدح عمل التحريك الفني، واستثنى مؤدية صوت ريتسكو أكاغي كما لو أن أكاغي «بدت أحادية البعد أحياناً». ناقد نيو يورك تايمز مايك هيل انتقد 1.0 لأن «ما يقارب كل شيء جعل الثلثين الأولين من المسلسل التلفزيوني مميزاً - الوتيرة المتأنية، الفكاهة الظريفة، خلق الشخصيات (للأنمي) - قد ضاع. إيفانجيليون صارت مجرد قصة آليات عملاقة أخرى.»
إيفانجيليون: 1.0 أنت (لست) وحيدا استلم جائزة معرض طوكيو الدولي للأنمي كأنمي العام واستلم أنّو جائزة أفضل مخرج. رُشِّح الفيلم أيضاً كأنمي العام لجائزة أكاديمي اليابان 2008، لكنه خسر أمام تيكّون كينكريت. فاز الفيلم بجائزة رئيس DCAJ خلال الجائزة الكبرى للمحتوى الرقمي ال22 في أكيهابارا في 11 أكتوبر 2007. فاز الفيلم أيضاً بجائزة توكامرا غنباتشي في جوائز الأوتاكو اليابانية السنوية السابعة في 5 يناير 2008 وجائزة الفيلم المسرحي في جوائز أنيميشن كوبه ال13 في 2 نوفمبر 2008. حكم على الفيلم بأنه غير مؤهل لأوسكار أفضل فيلم رسوم متحركة 2009 بسبب إصداره الياباني في 2007.
في أنمي إكسبو 2009، عرضت فنيميشن إنترتينمنت الدبلجة الإنجليزية للفيلم وبعد انتهاء التأمينات، تلقى الفيلم هتافات من جمهوره. جمهور أ.إ. كانوا راضين كثيراً عن إخراج الأداء الصوتي الذي قدمه مخرج الدبلجة مايك مكفارلاند للفيلم، ومنوهين أيضاً للأداء الأكثر واقعية مما كان معروفاً بالنسبة للمسلسل التلفزيوني. إضافة لذلك، استُقبِلت تأدية ممثلة صوت ريه أيانامي، برينا بالنسيا، بشكل جيد من قبل المعجبين لأدائها دور ريه، ونوه العديد أن الأداء كان منافساً لأداء أماندا وين-لي، أو في بعض الحالات، متفوقة عليها؛ أنيميشن إنسايدر وصف أداء بالنسيا الصوتي لريه كامتلاك «تلميحات رقيقة لمشاعر متوارية خلف ظاهرها». صنفت إيجن الأسبوعية الفيلم كسابع أفضل 'فيلم آسيوي' ل2009.

## التكملة
الفيلم التالي في السلسلة، إيفانجيليون: 2.0 أنت (لا) تستطيع التقدم، عُرض له فيلم قصير بعد تأمينات الفيلم، متابعاً القصة بتقديم أسكا لانغلي شيكينامي، مع شخصية جديدة بالكامل، وحدات إيفا معاد تصميمها، وتلميحات لخط قصة جديد. أُصدر الفيلم في اليابان في 27 يونيو 2009. أُصدر الفيلم على البلو-راي والدي في دي في اليابان في 26 مايو 2010 بالعنوان إيفانجيليون: 2.22 أنت (لا) تستطيع التقدم.

## وصلات خارجية
- الموقع الرسمي إيفانجيليون: 1.0 أنت (لست) وحيدا (باليابانية)
- موقع فنيميشن لإيفانجيليون 1.0
- إيفانجيليون: 1.0 أنت (لست) وحيدا على موقع IMDb (الإنجليزية)
- إيفانجيليون: 1.0 أنت (لست) وحيدا على موقع ميتاكريتيك (الإنجليزية)
- إيفانجيليون: 1.0 أنت (لست) وحيدا على موقع روتن توميتوز (الإنجليزية)
- إيفانجيليون: 1.0 أنت (لست) وحيدا على موقع نتفليكس (الإنجليزية)
- إيفانجيليون: 1.0 أنت (لست) وحيدا على موقع ألو سيني (الفرنسية)
- إيفانجيليون: 1.0 أنت (لست) وحيدا على موقع Turner Classic Movies (الإنجليزية)
- إيفانجيليون: 1.0 أنت (لست) وحيدا على موقع أول موفي (الإنجليزية)
- إيفانجيليون: 1.0 أنت (لست) وحيدا على موقع بوكس أوفيس موجو (الإنجليزية)
- إيفانجيليون: 1.0 أنت (لست) وحيدا على موقع فيلمافينيتي (الإسبانية)
- إيفانجيليون: 1.0 أنت (لست) وحيدا على موقع قاعدة بيانات الفيلم (الإنجليزية)
- إيفانجيليون: 1.0 أنت (لست) وحيدا (فيلم) في شبكة أخبار الأنمي
- إيفانجيليون: 1.0 أنت (لست) وحيدا على موقع أول موفي.